# Dioscorea pendula
Dioscorea pendula är en enhjärtbladig växtart som beskrevs av Eduard Friedrich Poeppig och Carl Sigismund Kunth. Dioscorea pendula ingår i släktet Dioscorea och familjen Dioscoreaceae. Inga underarter finns listade i Catalogue of Life.